# Рашмор
Ра́шмор (англ. Rushmore) — гора в горном массиве Блэк-Хилс, юго-западнее города Кистон в Южной Дакоте, США. Известна тем, что в её гранитной горной породе высечен барельеф «Святыня демократии» (Shrine of Democracy) высотой 18,6 метра, содержащий скульптурные портреты четырёх президентов США: Джорджа Вашингтона, Томаса Джефферсона, Теодора Рузвельта и Авраама Линкольна.
С 1939 года — национальный мемориал.

## История
До колонизации Америки на языке обитавшего в этой местности народа лакота эта гора называлась «Шесть праотцов» (Tȟuŋkášila Šákpe, англ. Six Grandfathers), но была переименована в 1930 году в честь Чарльза Рашмора (англ. Charles E. Rushmore), американского бизнесмена — организатора экспедиции, впервые посетившей этот район в 1885 году. Он же выделил на строительство скульптур президентов 5000 долларов. По договору 1868 года земля, на которой стоит гора, оставалась во владении жившего там коренного населения, но спустя шесть лет стало известно о наличии в местности золота, и лакота были выгнаны с этой территории.
Работы по созданию фигур велись с 1927 по 1941 год под руководством скульптора Гутзона Борглума (англ. Gutzon Borglum). Гутзон начал этот проект в 1927 году, когда ему было уже 60 лет. Несмотря на то что скульптура создавалась в течение такого длительного времени, она обошлась лишь в 1 миллион долларов (финансирование осуществлялось частично за счет средств из федерального бюджета, частично — за счет пожертвований). 
И хотя работа велась в трудных условиях, за время строительства не было потеряно ни одной человеческой жизни. 
Завершить строительство памятника было нелегко. Для этого потребовались огромный опыт и мастерство. Чтобы расчистить большие скалы, понадобился динамит. Сначала рабочие высекали овальные глыбы, которые служили основой для голов. Затем специалисты взрывали горную породу на расстоянии нескольких сантиметров от фактических измерений. Далее, чтобы окончательно вырезать контуры головы, они использовали пневматические молотки, кувалды, клинья и гвозди. Во время этого процесса было вывезено около 360 тысяч тонн горных пород. Изначально президентов хотели сделать по пояс, но денег не хватило.
Осуществляя проект «Гора Рашмор», Борглум хотел создать нечто великое в честь этих четырёх президентов. Но, кроме того, он хотел напомнить о тех высоких идеалах, которые каждый из них принёс в Соединённые Штаты Америки. Как он сам говорил, эти люди были выбраны потому, что «их имена связаны с основанием, ростом, сохранением и развитием Соединенных Штатов Америки».
Таким образом, Джордж Вашингтон был выбран потому, что он, по мнению Борглума, привёл нацию к демократии, Томас Джефферсон — потому, что создал Декларацию Независимости, Авраам Линкольн — потому, что он положил конец рабству в США, а Теодор Рузвельт, который был выбран самим Борглумом, — потому, что способствовал строительству Панамского канала, охране государства и бизнеса, а также благодаря личному знакомству Борглума с ним.
Вся территория Национального мемориала «Гора Рашмор» занимает более 517 га, ею заведует Служба национальных парков США. Ежегодно мемориал привлекает к себе около 2 миллионов посетителей.
Голова Теодора Рузвельта находится глубже остальных президентов, так как при взрыве был отколот слишком большой массив горной породы. Для того чтобы высечь головы четырёх президентов, Гутзону Борглуму потребовалось более 14 лет и около 400 рабочих. Чтобы добраться до вершины памятника, рабочим приходилось подниматься по 506 ступеням.